# La fuerza irresistible
La fuerza irresistible è il quinto album del duo indie pop Delafé y Las Flores Azules, il primo accreditato solo a "Delafé" dopo la dipartita di Helena Miquel e la sostituzione con Dani Acedo. Il disco è stato prodotto dalla Warner Music Spain e pubblicato ad aprile 2016.

## Tracce
1. La fuerza irresistible
2. Días y días (Las flores azules)
3. Diario de batalla (No más lágrimas) (con Carlos Cros)
4. Hoy prenderán las brasas (con Voselements)
5. Lo más bonito del mundo (con La Bien Querida)
6. Contigo cobra sentido respirar
7. Tenemos un don
8. Arde pequeña arde
9. Fiera (con Priscila)
10. Fantasmas
11. Minuto de silencio
12. Essaouira (con Las flores azules)